# ジャック・カートウィール
ジャック・サミット（Jack Summit）は、アメリカ合衆国カリフォルニア州サクラメント出身のプロレスラー。現在はジャック・カートウィール（Jack Cartwheel）のリングネームで活動。

## 経歴

### キャリア初期
2019年にインディ団体でデビュー。ゲーム・チェンジャー・レスリングやメジャー・リーグ・レスリングに参戦した。

### AEW / ROH
2023年3月3日、AEW ダークに初登場。シングルマッチで竹下幸之介と対戦し敗れた。12月15日にはROHのPPV『ファイナル・バトル』に参戦し、ROH世界TV王座の挑戦者決定戦でブライアン・キースに敗れた。
2024年11月7日、インディ団体で活動するプロレスラーを対象としたWWEの育成プログラム「WWE ID」の一期生に選出された。

## 獲得タイトル
デマンド・ルチャ
- ルチャ・プレミア王座：1回

ゴールド・コースト・フェデラシオン
- GCF南カリフォルニア王座：1回

スプリーム・プロレスリング
- SPWエクストリーム王座：1回

プロレスリング・イラストレーテッド
- 現役プロレスラーTop500：327位（2024年）